# Општина Рау Садулуј (Сибињ)
Рау Садулуј (рум. Râu Sadului) општина је у Румунији у округу Сибињ.
Oпштина се налази на надморској висини од 638 m.